# Ricardo Santiago
Ricardo Santiago (5 de septiembre de 1969) es un deportista filipino que compitió en taekwondo. Ganó una medalla de bronce en el Campeonato Asiático de Taekwondo de 1996 en la categoría de –64 kg.

## Palmarés internacional
| Campeonato Asiático | Campeonato Asiático   | Campeonato Asiático | Campeonato Asiático |
| Año                 | Lugar                 | Medalla             | Categoría           |
| ------------------- | --------------------- | ------------------- | ------------------- |
| 1996                | Melbourne (Australia) | Medalla de bronce   | –64 kg              |